# Centym

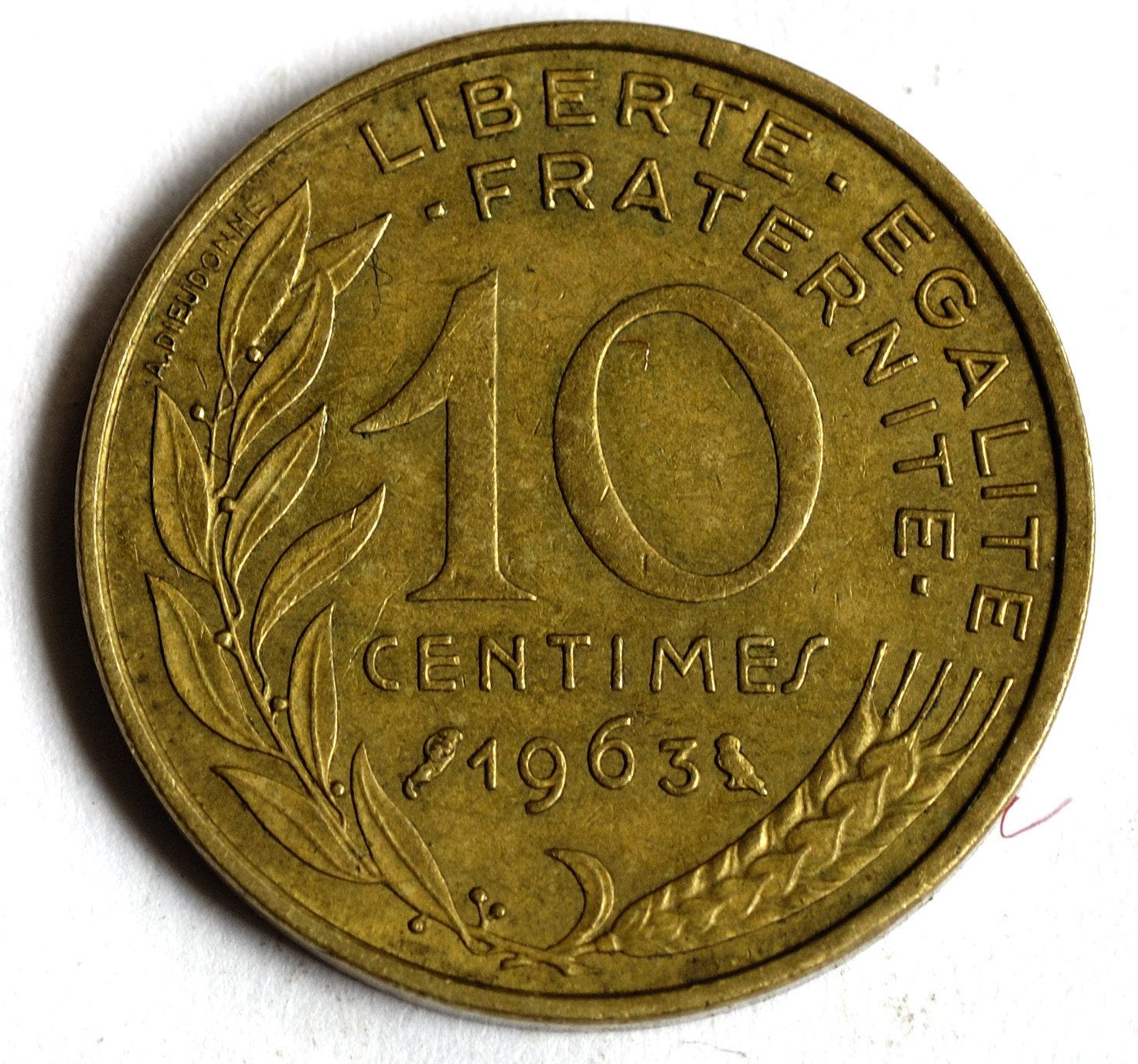
Francuska moneta o nominale 10 centymów

Centym (z fr. centime, z łac. centum – „sto”) – powstała w 1795 r. we Francji jednostka monetarna, której nazwa wywodzi się od części setnej. Centym równając się 1/100 lokalnego franka był jednostką monetarną Francji, Belgii (od 1832 r.), Monako (w latach 1837–1838), Luksemburga (od 1854 r.) do czasu wprowadzenia euro w 2002 r.
Centym jako 1/100 lokalnego franka od 1919 r. był jednostką monetarną Maroka, a od 1974 r. jako 1/100 lokalnego dirhama.
W latach 1839–1847 bito centyma w Genewie. Na przełomie XX i XXI w. nazwa centym wykorzystywana jest we fracuskojęzycznej części Szwajcarii do określenia 1/100 lokalnego franka.
Centymy emitowano od 1813 r. na Haiti (1/100 gourde).
Od 1964 r. bito centymy w Algierii jako 1/100 dinara algierskiego.
Centymy emitowano jako 1/100 franka w: Kambodży (1860, 1953 r.), Laosie (1952 r.), Tunezji (1891–1945).
W epoce napoleońskiej centyma jako 1/100 cześć franka wykorzystywano w Westfalii (1808–1812).
Centym był w obiegu również w koloniach: Kongu Belgijskim oraz francuskich: Algierii, Afryce Równikowej, Afryce Zachodniej, Gujanie, Gwadelupie, Indochinach, Kamerunie, Komorach, Madagaskarze, Martynice, Polinezji, Reunionie, San Domingo, Togo oraz Nowej Kaledonii.